# Zenón Figueredo
Abdón Cenón Figueredo Camacho más conocido como Zenón Figueredo (Vélez, 30 de julio de 1855 -Nocaima,7-8 de noviembre de 1899) fue un político, diplomático y militar de carrera colombiano. General liberal, combatió y murió durante la Guerra de los Mil Días.

## Biografía
Nacido en Vélez (Santander) Hijo de Pascual Figueredo y la escritora colombiana Teresa Pomiana de Camacho, en un hogar de cinco hermanos, fue bautizado el 31 de julio de 1855. Para 1866, estudia en el colegio de Chiquinquira (Boyacá) se incorporó a los ejércitos liberales.
Combatió en la Guerra civil colombiana de 1876-1877 y en la Guerra civil colombiana de 1884-1885, además de participar en la guerra colombo-ecuatoriana de 1877.
Estuvo encargado de la Alcaldía de Bogotá en 3 oportunidades. Además formó el cuerpo de policía de Bogotá proceso que continuó el General Juan María Marcelino Gilibert. Fue representante a la cámara departamental por Cundinamarca por un periodo de un año. Además ejerció como encargado diplomático en Bruselas y participó en la feria del mundo en París, Francia.[cita requerida]
Aunque el General Figueredo se opuso a que el Partido Liberal entrara en conflictos con el Partido Conservador Durante la Guerra de los Mil Días fue comisionado inicialmente para liderar las tropas liberales en Tolima, pues el general previamente se había desempeñado en esa zona del país como Comandante de regimiento en compañía del General Gonima. Por su parte el General Uribe, que había sido destinado por parte del partido a comandar las fuerzas liberales en Cundinamarca, decidió no aceptar la comisión aduciendo motivos de conveniencia política y logrando que ese nombramiento recayera en el afamado Figueredo militar de carrera probó y exitoso, no como en el caso del advenedizo general Uribe, periodista de carrera y poco preparado para las lides castrenses como se demostró en la Batalla de Peralonso (Santander), donde el ejército liberal sufrió un descalabro militar.[cita requerida]

## Muerte
La muerte temprana del general Zenón Figueredo en la Guerra de los Mil Días se precipita debido a que las fuerzas del gobierno en cabeza de sus generales que conocían el talante del general destinaron abundantes recursos bélicos para enfrentarse con su otrora compañero castrense y es así que el fue perseguido por fuerzas del  gobierno y en Nocaima se decide por enfrentarse. Según historiadores ubican el combate en una montaña colocando las fuerzas del gobierno en una posición alta y muy ventajosa donde los rifles Mauser hicieron valer su poder y después de 8 horas de enfrentamiento el General Figueredo y sus comandantes caen heridos. 
De Bogotá es enviada una comisión médica que atiende a los heridos de ambos bandos y que atiende de forma expedita al general Figueredo e informa de su fallecimiento doce horas después de su atención inicial. Otras fuentes citan esos combates  y ataques de guerrillas liberales y finalmente caería muerto.
Existen varias versiones sobre su muerte, una que murió en un combate en Nocaima y otra que fue ejecutado por los conservadores junto a otros liberales. Se ordenaron la Ley 81 de 1936, y la ley 75 de 1940 para otorgarle una compensación económica a su viuda.
Los restos del general reposan en el Cementerio Central de Bogotá, en la zona conocida como el área de los próceres de Colombia.

###### Canciones, Poemas póstumos.
La vida y obra del general Figueredo es poco conocida dentro de la historia Colombiana por varios factores pero queda como recuerdos póstumos de obras artísticas de personajes contemporáneos y reconocidos en esa época tales como Maximiliano Grillo que expresó su innegable afecto por el General Figueredo en un poema que fue publicado en la revista El Liberal y evoca su gallardía y valor en el campo de batalla.[cita requerida]

## Familia
Sus padres Pascual Figueredo y la escritora colombiana Doña Teresa Pomiana de Camacho se casan en Vélez, (Santander) el 16 de agosto de 1852 y como testigos de la unión aparecen Zonia Franco y Pedro Lozada. De este matrimonio nacen 5 hijos en su orden de nacimiento María Edelmira, Abdon Cenon (Zenón), Luisa del Tránsito, Julia y Selio Figueredo.[cita requerida]